# 16418 Лорцінг
16418 Лорцінг (16418 Lortzing) — астероїд головного поясу, відкритий 29 вересня 1987 року.
Тіссеранів параметр щодо Юпітера — 3,594.